# Châteauneuf-la-Forêt
Châteauneuf-la-Forêt é uma comuna francesa na região administrativa da Nova Aquitânia, no departamento de Alto Vienne. Estende-se por uma área de 29,25 km². Em 2010 a comuna tinha 1 543 habitantes (densidade: 52,8 hab./km²).